# 反黨小說《劉志丹》案
反黨小說《劉志丹》案，是1962年发生在中国共产党内部的一场政治案件。因種種原因，一本由已故革命家刘志丹之弟刘景范妻子李建彤所著的小說《劉志丹》，被指控為反黨小說。大量中共幹部因而牽涉在內，该事件前后共株连迫害万人。
1979年6月，在由中共中央组织部递交的为《刘志丹》案平反的报告裡，该案被称为“一起株连甚广的现代文字狱”。此外，该案亦被認為是“文化大革命”的先聲。

## 創作背景
刘志丹原為1920年代的革命家，在陝甘邊界建立根據地，而该根據地，日後成為工農紅軍长征的终点，即歷史上有名的「西北救中央」。劉志丹建立陝甘根据地立下重要功勞。1936年，劉志丹奉命率領紅二十八軍渡過黃河，在山西境內遭國民政府軍隊阻擊，在晉西中陽縣三交镇（现属柳林县）戰鬥中戰死，死時年僅33歲。當時的中共領導人紛紛為劉志丹題字，周恩來評價劉志丹為「上下五千年，英雄万万千，人民的英雄，要数刘志丹」，毛澤東題詞「群眾領袖，革命英雄」。中共領導人題字被刻成石碑，存放在陝甘寧邊。後來，為了紀念劉志丹，便由工人出版社邀請李建彤執筆創作小說《劉志丹》，以作紀念。

## 籌備過程
1954年，工人出版社奉中共中央宣傳部指示，要創作一本歌頌劉志丹的小說。工人出版社接到任務後，邀請劉志丹之弟劉景范的夫人李建彤執筆創作，因為李建彤不但是劉志丹之弟刘景范妻子，並曾在陝北蘇區工作，對該地情況較為熟悉。李建彤接到任務後，經過數年採訪、調查後，於1958年正式動筆寫作，1959年初完成初稿，同年完成第二、第三稿。
當時李建彤邀請曾擔任陝北邊區蘇維埃政府主席的國務院副總理習仲勛審閱小說稿。習仲勛認為，小說中並沒有把劉志丹的真實寫出來，提出要把小說寫成三個“縮影”：「時代的縮影」、「中國革命的縮影」、「毛澤東思想的縮影」。但習仲勛忽略了一個避嫌的問題，因为小說以虛構人物來取代真實人物，其中一個政治部主任就是以習仲勛为原型。習仲勋在这个问题上没有避嫌，導致日後習被扣上篡黨篡國罪名。
李建彤根據習仲勛的意見，於1961年春寫出第四稿，1962年寫出第五稿，並廣泛咨詢意見。曾在陝北工作的賈拓夫（時任國家經濟委員會副主任），劉景范對作品提出修改意見。李建彤為了保險起見，將書稿交予中宣部審閱，因為該書有關於西北（即陝北）的一些歷史問題，包括高崗曾建立陝北根據地、王明左傾路線，導致陝北1935年肅反等錯綜複雜歷史因由。中宣部副部長周揚審閱後，認為沒有問題，表示可以出版。

## 反黨小說
1962年，小说《劉志丹》開始在《光明日報》、《工人日報》、《中國青年報》上連載。時任中共雲南省委第一書記的阎红彦寫了封信予李建彤，指《劉志丹》中有西北革命的一些問題，需要由中央決定，不同意小說出版。其中閻所指的歷史是指閻紅彥當年在山西組織了一支游擊隊，但後來被消滅，逃至陝甘，投奔劉志丹。後來閻奪了劉志丹的權，把劉志丹隊伍的槍繳了，並殺了一批人。書中記載著這段歷史，閻紅彥為此向李建彤爭論，並向在中共黨內素有「整人專家」之稱的康生報告。康生接報立即下令報刊不准再刊登《劉志丹》，並向中共中央辦公廳主任楊尚昆寫信，指《劉志丹》不是小說問題，是帶有政治問題，要求處理此事。實際上康生本人表示，沒有看過小說內容，但一口咬定《劉志丹》是反黨小說。同時，康生下令工人出版社印六百本第五稿，三百本第二稿予中國共產黨中央委員會審查，以便把習仲勛、賈拓夫及劉景范打成反黨集團。

### 定性為反黨小說
1962年8月，中共第八屆中央委員會第十次全體會議預備會議在北京召開。康生在會議上，指《劉志丹》是用作為高崗翻案。同年9月24日，中共八屆十中全會召開，毛澤東主持會議，毛泽东在會議上，發表了《關於階級、形勢、矛盾和黨內團結問題》。康生在會議上，給毛澤東遞了一條條子，條子上寫的是「利用小說進行反黨，是一大發明」，毛澤東唸了這張紙條後，毛澤東又說「用写小说来反党反人民，这是一大发明。凡是要推翻一个政权，总要先造成舆论，总要先做意识形态方面的工作。不论革命、反革命，都是如此」。因為毛當時強調階級鬥爭，希望利用《劉志丹》打開突破口，對老幹部進行清算。後來，在康生策劃下，十中全會決定成立專案委員會，由康生出任主任，對習仲勛、賈拓夫、劉景范進行審查。

### 羅織之罪名
1963年，經過專案委員會半年的審查後，專案委員會發表了《對劉志丹一書的審查報告》，羅織出數項罪状：
1. 指《劉志丹》中的一個虛構人物“羅炎”，是影射高崗，為高崗翻案[註 2]。
2. 把習仲勛寫得太過完美、吹捧習仲勛，是为習篡党篡国制造政治资本。
3. 剽窃毛泽东思想，小說中利用「星星之火」等成語來比喻劉志丹的部隊，但星星之火是毛曾用來比喻，因此被指為剽竊毛的思想理論。專案委員會報告並指陕北根据地是在和中央失去联系的情况下，刘志丹通过武装斗争，创立了红军和农村根据地，在实践中走出了一条和井冈山一样的道路，指剽竊毛的武裝鬥爭理論。
4. 書中把建立陝甘邊區，是劉志丹、高崗的功勞，即指後來紅軍到達陝甘地區，是西北救了中央，被康生指為誇大西北歷史貢獻，與井崗山所作的歷史貢獻相提並論。

經過專案委員會審查後，習仲勛、賈拓夫及劉景范被打成「習賈劉」反黨集團，習仲勛被撤銷黨內外一切職務，被下放關押。賈拓夫則被下放到北京鋼鐵公司當副經理。

### 牽連者眾
1966年，文化大革命開始，康生伙同江青、林彪等人，变本加厉地對劉志丹案成員進行迫害。1967年，《人民日報》發表一篇名為《评反革命两面派周扬》，指周揚與黨內一群野心家，支持批准小说《劉志丹》出版，是進行篡黨篡國的陰謀活動，周揚被捕入獄。大量有份參與劉志丹小說的人被批鬥，部分遭到殘酷迫害致死。同年5月7日，被打為習賈劉反黨集團之一的賈拓夫被迫害至死，死因至今不明。由於賈死去，習賈劉反黨集團剩下兩人，不能打成反革命集團，康生等繼續迫害受牽連人士。1968年，曾受李建彤採訪的馬文瑞被打為習劉反黨集團成員之一，變成了「習馬劉反黨集團」，馬文瑞被關進監獄五年，而習仲勛則自1962年起被下放，自文化大革命遭審查，關押，監護，直到1978年獲得平反。作者李建彤則於1962年起被關進一個地下室，1970年被開除黨籍，並被勞改。而連死去的劉志丹也不能幸免，被打為叛徒，紅衛兵把中共領導人題在陝甘紀念劉志丹的石碑砸爛。後來，習馬劉反黨集團被與彭德懷反黨集團定為「西北反黨集團」，大量西北幹部因此遭受迫害，被牽連的共有60,000多人。直到1978年後才開始獲得平反。

## 平反昭雪
1974年12月，李建彤向毛泽东写信反映劉景范情况，毛泽东批示说：“此案审查已久，不必再拖了，建议宣布释放，免予追究。”此后劉景范出狱，1977年5月习仲勋解除“监护”，仍回洛阳。1977年后李建彤继续向中央申诉。
1978年，中共十一屆三中全會召開後，加快了平反冤假錯案的速度，中共中央組織部對小說《劉志丹》事件進行審查。1979年，中共中央組織部向中共中央遞交《关于为小说〈刘志丹〉平反的报告》，報告指出，小說《劉志丹》是一部很好的革命文化作品。小說主題和思想和基本政治傾向是好的，有意義的，並不是反黨小說，沒有陰謀。並沒有所謂反黨集團，寫小說過程中所接觸的人，是正常的工作關係，不是反黨關係。並指所謂剽竊毛澤東思想是不存在的，是康生強加的罪名，製造了理論上、思想上的混亂。而小說中的人物羅炎，並非高崗。《劉志丹》是一部小說，並非黨史，作者有自由運用典型化方法去塑造人物。文件亦指出，小說只是採用高崗在陝北時期的某些素材，不存在為高崗翻案問題。並定性《劉志丹》案為康生夥同林彪、四人幫發展為一起株連甚廣的現代文字獄，應予以平反。
中共中央組織部報告後，中共中央於1979年8月下發了53號文件，徹底為小說《劉志丹》一案被迫害的人平反。1979年10月，小說《劉志丹》正式由工人出版社出版，轟動一時的現代文字獄案告一段落。

## 重新被禁与再次解禁
小说重新出版后，许多当时健在的老干部认为小说的描写与事实不符，纷纷写信向中央反映。中央委托出身西北的习仲勋处理。1986年1月3日，中共中央党史资料征集委员会主任冯文彬主持召开座谈会，与会者认为小说对当时西北领导人刘志丹和谢子长一褒一贬，违背了中央解决西北问题的决定。5日，习仲勋指示冯文彬，向胡耀邦总书记报告座谈会反映的意见。1月12日，胡耀邦作出批示：党史题材作品特别是文学传记作品，“不应虚构重大的党史史实，对党的历史人物的描写，更不能歪曲。”任何以风格和艺术上的自由选择为由而否定这个原则的观点，都是不可取的。中共中央办公厅转发了胡耀邦的批示。中共中央决定，立即停止发行该书，并对作者进行严肃的批评帮助和适当的处理。
2009年，江西教育出版社重新出版了该小说，并在封面醒目位置写有“首次大量公开发售”等字样。

### 引用
1. ↑  张树德. . 《红墙大事》. 国际在线. 2005年6月  [2008-10-29]. （原始内容存档于2007-11-12）.
2. ↑  . 文化大革命40周年. 星岛环球网. 2006-05-11  [2008-10-29]. （原始内容存档于2009-08-05）.
3. ↑  《反黨小說劉志丹案實錄》，頁4
4. ↑  在八屆十中全會上的講話 （页面存档备份，存于），《毛澤東思想萬歲》
5. ↑  《反黨小說劉志丹案實錄》，頁117
6. ↑  .   [2009-03-13]. （原始内容存档于2005-04-24）.